# Flaga Norwegii
Flaga Norwegii – jeden z symboli państwowych Norwegii w postaci niebiesko-białego krzyża skandynawskiego, umieszczonego na czerwonym tle.

## Historia
Aż do XIX wieku Norwegia, pozostająca pod panowaniem obcych państw, nie posiadała własnej flagi. Od XVI w., kiedy kraj stał się formalnie prowincją Danii (faktycznie pozostawał pod jej władzą od roku 1380), w użyciu była flaga duńska. Oficjalnie flaga ta stała się także flagą Norwegii w 1748 r. i aż do 1814, kiedy to kraj znalazł się pod władzą Szwecji, statki norweskie pływały pod tą właśnie banderą. W 1814, gdy Norwegia została połączona ze Szwecją, pozwolono Norwegom na używanie flagi duńskiej z umieszczonym w kantonie głównym elementem norweskiego godła – koronowanym złotym lwem, trzymającym topór. Jednocześnie od 1814 r. w użyciu była także Szwecji. Statki norweskie od 1818 r. posługiwały się banderą opartą na fladze Szwecji, na której, w kantonie, umieszczony był krzyż nawiązujący do flagi Danii.
Autorem obecnie obowiązującego wzorca flagi był członek norweskiego parlamentu - Stortingu - Fredrik Meltzer (1779–1855), który w 1821 r., mając na uwadze niedawno zakończoną wielowiekową unię z Danią, a także istniejącą ówcześnie unię ze Szwecją, zaproponował nowy wzór sztandaru,  nawiązujący zarówno do flagi Danii, jak i – w mniejszym stopniu – do flagi Szwecji. Flagi obu tych krajów miały postać krzyża, którego układ, zaadaptowany następnie także na flagach kilku innych państw i terytoriów z rejonu północnej Europy (m.in. Finlandii, Wysp Owczych czy Islandii), określany jest obecnie mianem krzyża skandynawskiego. Zaproponowana przez Meltzera flaga przedstawiała biały krzyż na czerwonym polu, tak jak na fladze duńskiej, jednak ramiona krzyża zostały nieco poszerzone, a na jego tle umieszczono kolejny krzyż, o o połowę węższych ramionach, koloru niebieskiego, co z kolei nawiązywało do głównej barwy flagi szwedzkiej. Zastosowana kolorystyka (niebiesko-biało-czerwona) nawiązywała równocześnie do republikańskiej flagi Francji, a jej symbolika powiązana była z wolnościowymi ideami rewolucji francuskiej, popularnymi w ówczesnej Europie.
Flaga ta, jakkolwiek szybko stała się popularna, nie została wówczas oficjalnym symbolem kraju, gdyż konstytucja Norwegii z 1814 r. stanowiła, że symbolem unii szwedzko-norweskiej jest flaga Szwecji z umieszczonym w kantonie symbolem Norwegii. Ponieważ flaga ta wyraźnie wskazywała na dominację Szwecji w formalnie równoprawnym związku obu państw, w społeczeństwie nie była ona popularna i w konsekwencji w 1844 r., zostały zmienione zarówno flaga Unii, jak flagi obu krajów wchodzących w jej skład - Szwecji i  Norwegii. Flaga Unii składała się odtąd z elementów flagi szwedzkiej i flagi norweskiej (tej z wzoru zaproponowanego przez Meltzera), zaś flagą Norwegii stała się flaga z 1821 r., przy czym w kantonie umieszczony został symbol (flaga) Unii (analogicznie w kantonie flagi szwedzkiej także umieszczono symbol Unii).
Niechęć wobec Unii ze Szwecją spowodowała, iż w 1898 r. parlament norweski zmienił wygląd oficjalnej flagi kraju, usuwając z jej kantonu symbol Unii. Król odmówił podpisania stosownej ustawy, jednak parlament ponownie ją przyjął kwalifikowaną większością głosów. Król ponownie zawetował zmianę symbolu, a parlament ponownie odrzucił jego weto, w konsekwencji czego od 1 stycznia 1899 r. zmiana prawa weszła w życie. Nowa norweska flaga mogła jednak być używana tylko wewnątrz kraju i jako bandera handlowa, marynarka wojenna nadal korzystała z flagi Unii. Po rozpadzie Unii szwedzko-norweskiej stosowanie flagi norweskiej w jej obecnej wersji rozciągnięte zostało na wszystkie dziedziny życia, w których konieczne jest posługiwanie się flagą.

## Symbolika
Obecnie, wg oficjalnej symboliki czerwony kolor symbolizuje krew przelaną przez żołnierzy walczących o niepodległość kraju, a niebieski oznacza, że Norwegia leży nad otwartą wodą.

Oficjalne proporcje norweskiej flagi

## Nawiązania
Flaga Norwegii (obok flagi Islandii) posłużyła jako wzór do opracowania flagi Wysp Owczych.

Flaga Norwegii 1814–1821
Flaga (bandera) handlowa z 1818 r.
Flaga Unii szwedzko-norweskiej, łącząca elementy flagi Norwegii i flagi Szwecji
Flaga z flagą Unii szwedzko-norweskiej w kantonie, używana 1844–1899